# Lubowo (Lubiesz)
Lubowo – część wsi Lubiesz w Polsce, położona w województwie zachodniopomorskim, w powiecie wałeckim, w gminie Tuczno, przy trasie drogi wojewódzkiej nr 177.
W latach 1975–1998 Lubowo administracyjnie należało do województwa pilskiego.